# Cerapachys braytoni
Cerapachys braytoni är en myrart som först beskrevs av Weber 1949.  Cerapachys braytoni ingår i släktet Cerapachys och familjen myror. Inga underarter finns listade.